# 本多忠村
本多 忠村（ほんだ ただむら）は、江戸時代中期の大名。大和国郡山藩の第4代藩主。

## 略歴
第3代藩主・本多忠直の次男。母は石井氏。幼名は唐之助。
享保2年（1717年）、父の死去により跡を継ぐ。幼少のため、幕府は郡山の重要性から忠村を別の領地に移封しようとしたが、第8代将軍・徳川吉宗が許したため、移封を免れた。享保7年（1722年）9月晦日、天然痘のため江戸で死去し、跡を弟・忠烈が継いだ。享年13。墓所は東京都文京区湯島の麟祥院。
松浦清（静山）の『甲子夜話』によれば、忠村の死に際し、吉宗が「天然痘というものは、ずいぶん容貌が変わるそうだ」とたびたび語っていたという。これは、他の人物を忠村ということにしてすり替えても分からない、と暗にすり替えを勧めていたのではないかとされるが、本多家中の者は忠村の死をそのまま幕府に報告したため、減封の上で幼少の弟・忠烈に継がせることとなった。